# ブギウギ係長
『ブギウギ係長』（ブギウギかかりちょう）は、札幌テレビ放送（STV）制作のバラエティ番組。制作局のSTVでは2009年1月10日 - 6月27日に放送していたバラエティー番組。ブギウギ専務のスピンオフ。